# Francesco Bonini
Francesco Bonini (Reggio nell'Emilia, 11 giugno 1957) è uno storico e politologo italiano, rettore dell'Università LUMSA dall'ottobre 2014.

## Biografia

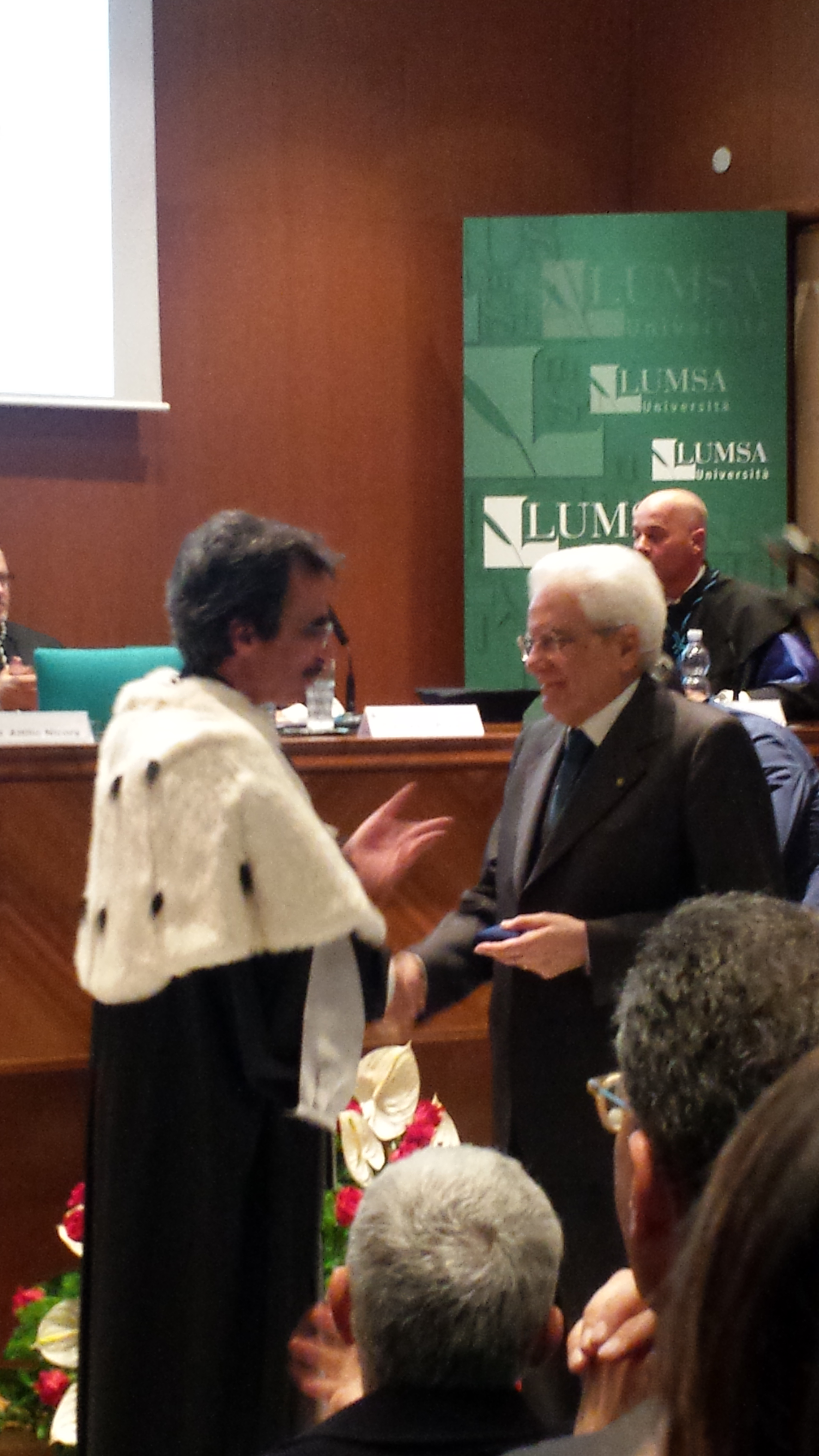
Bonini a una cerimonia col Presidente della Repubblica italiana Sergio Mattarella.

Dopo gli anni del liceo ha intrapreso studi umanistici universitari alla Scuola normale superiore di Pisa, dove, il 10 novembre 1980 ha conseguito con lode i diplomi di laurea e di licenza in lettere con una tesi su Francesco Crispi nella cultura politica italiana (1901-1945).
Si è perfezionato in storia presso la Scuola normale superiore di Pisa e ha ottenuto il DEA e il dottorato in science politique all’Istituto di studi politici di Parigi. Ha svolto successivamente attività di ricerca presso l’Istituto per la scienza dell'amministrazione pubblica (ISAP) di Milano e l’Institut d’études politiques di Parigi, con una fellowship NATO-CNR.
Nel 1992 ha iniziato la sua carriera accademica, come professore a contratto all'Università Cattolica del Sacro Cuore di Milano – ateneo in cui tornerà a fare docenza nell'anno accademico 1996-1997 – e, nel 1993 come ricercatore all'Università di Teramo dove prende servizio, a partire dal 1 marzo 2001, come professore associato di storia delle istituzioni politiche (SPS/03) nella facoltà di scienze politiche dell'Università degli studi di Teramo. Il 1 febbraio 2005, poco meno di quattro anni più tardi, diventa professore di I fascia. Contemporaneamente, a partire dal 1997, assume incarichi di docenza anche alla LUMSA di Roma.
Nel 2005 passa alla Sapienza, dove insegna storia delle istituzioni politiche nella facoltà di scienze politiche, sociologia, comunicazione dell'ateneo romano fino al 2011. A partire dal marzo dell'anno successivo si sposta quindi definitivamente alla LUMSA.
Il 1º ottobre 2014 diventa il terzo rettore della LUMSA, succedendo a Giuseppe Dalla Torre. Il suo mandato viene riconfermato nel luglio 2018 e prolungato quindi di ulteriori quattro anni . Il Cda dell'Ateneo lo ha confermato per un ulteriore mandato quadriennale il 16 giugno 2022.
Francesco Bonini fa parte dell'International Commission for the History of Representative & Parliamentary Institutions, del direttivo dell'Associazione italiana degli storici delle istituzioni politiche.
Il 17 maggio 2023 la Giunta della Conferenza dei Rettori delle Università Italiane lo ha nominato vicepresidente della CRUI insieme al prof. Paolo Andrei, rettore dell'Università di Parma
È stato consigliere del ministro Leopoldo Elia per le riforme istituzionali del Governo Ciampi nel 1993-94, consulente dell'Ufficio nazionale delle comunicazioni sociali della CEI e coordinatore scientifico del Servizio nazionale per il progetto culturale della Chiesa cattolica.
Da giugno 2024 è diventato socio onorario dell'Associazione Nazionale Partigiani Cristiani (ANPC).

## Principali opere
- Il settennato presidenziale. Percorsi transnazionali e Italia repubblicana, Bologna, Il Mulino, 2022
- L'Italia europea. Dall'unificazione all'unione, Roma, Studium, 2018M.
- Orizzonti di cittadinanza. Per una storia delle circoscrizioni amministrative dell'Italia unita, Soveria Mannelli, Rubbettino, 2017.
- Il CONI nella storia dello sport e dell'Italia contemporanea, Roma, Studium, 2015.
- Lezioni di storia delle istituzioni politiche, Torino, Giappichelli, 2010.
- Storia costituzionale della Repubblica, Roma, Carocci, 2007.
- Le istituzioni sportive italiane. Storia e politica, Torino, Giappichelli, 2006.
- Amministrazione e costituzione. Il modello francese, Roma, Carocci, 1999.
- Francesco Crispi e l'unità. Da un progetto di governo un ambiguo mito politico, Roma, Bulzoni, 1997.
- Storia della Corte costituzionale, Roma, La Nuova Italia Scientifica, 1996.
- Un grand commis. Il segretariato generale del governo francese dalla Terza alla Quinta Repubblica, Milano, Giuffrè, 1990.